# Кебаранська культура
Кебаранська культура — археологічна культура епіпалеоліту, останньої, перехідної епохи верхнього палеоліту на території Близького Сходу, датована періодом між 20 000-16 000 та 12 700-10 000 роками тому. Представниками цієї культури були кочівні мисливці-збиральники та проживали на території Леванту. Свою назву Кебаранська культура отримала від печери Кебара в Ізраїлі, типового місця проживання її носіїв.

## Періодизація культури
Кебаранська культура прийшла на зміну Ахмарській культурі та Левантійському оріньяку у західній частині Близького Сходу (а саме — увесь сиропалестинському регіоні) приблизно 20 000-17 000 рр. та залишались тут основною культурою до XI тисячоліття, поступившись місцем Натуфійській культурі. Оскільки для кебаранської культури характерним став вжиток в повсякденному житті мікролітів, то в залежності від зміни стилю (геометризації) цих обтесаних кам'яних знарядь, в даній культурі виділяють її кілька різновидів:
1) власне Кебаранська культура (період 20/17–14 тис. р.р. тому);
2) Геометрична Кебара А (період 14–12 тис. р.р. тому);
3) Геометрична Кебара Б (період 12–10 тис. р.р. тому).
Окрім останньої, від культури Геометричної Кебари А також походить і Натуфійська культура, перехід носіїв якої до осілого способу життя і призвів до її майбутнього домінування в у східному Середземномор'ї.

## Спосіб життя
Час існування Кебаранської культури — це період між останнім льодовиковим максимумом та пізнім льодовиковим інтерстадіалом, коли зберігався холодний та посушливий клімат. Тому носії Кебаранської культури за способом життя залишались мобільними, кочівними мисливцями-збиральниками. В залежності від районів з дещо теплішим чи дещо холоднішим кліматом представники даної культури полювали на газелей, гірських кіз (безоарових та кам'яних), ланей, кабанів, козуль, благородного оленя. Основними об'єктами ж збиральництва були зернобобові фісташки, жолуді. Носії Кебаранської культури були також одними із перших, хто почав збирати пшеницю та виготовляти борошно, хоч і в невеликих розмірах. Свідченням цього є археологічні дані Наделя, віднайдені на території Ізраїлю. Окрім цього, вони займалися і рибальством, переважно в північних районах Леванту.

## Типи поселень
Через кочівницький спосіб життя мисливців-збиральників Кебаранської культури їх поселення носять характер сезонних стоянок. Вони, як і їхні попередники, продовжували жити в печерах. Однак переважна більшість поселень знаходилась на відкритих ділянках. Це були стоянки площею від 15–25 до 300—400 кв. м., яких в Леванті нараховано десятки. Саме в час існування Кебаранської культури з'являється давнє житлобудівництво: типовими житлами стають напівземлянки круглої та овальної форм зі стінками, укріпленими вапняковими блоками. На місці розкопок поселення Огало II (датоване 19,000 рр. тому) біля Галилейського моря було також віднайдено рештки круглих хатин з хмизу. В період Геометричної Кебари Б поселення стають стають більш стаціонарними, однак дана пізня кебаранська культура так і не стала осілою.

## Спосіб поховання
Відкритих археологами поховань періоду Кебаранської культури є на сьогодні небагато, насамперед через їх погане збереження, тому дані про них є досить рідкісними. Відоме поховання на місці Огало II, де знаходилась невелика могила з чоловіком у випрямленому положенні. Розташована могила біля залишків хатин. Ще одне поховання (датоване 15 000 рр. тому) було відкрито в місці Neve David, на схилах гори Кармель. Тут присутня могила з 25–35-річним чоловіком всередині, що перебував у скорченому положенні на правому боці, між двома рядами великого каміння. Поруч було знайдено фрагмент зламаної ступки для подрібнення рослин й уламок чаші.

## Використана література
- Бромлей Ю. История первообытного общества. Эпоха первобытной родовой общины. — Москва: Наука, 1986. — 576 с.
- Посіви Пандори: Непередбачена ціна цивілізації / Спенсер Велз; пер. з англ. та наук. ред. Т. Цимбал. — Київ: HiKa-центр, 2011. — 240 с.
- Шнирельман В. Возникновение производящего хозяйства: Проблема первичных и вторничных очагов. — Москва: Наука, 1989. — 444 с.